# رادكا زروباكوفا
رادكا زروباكوفا (بالسلوفاكية: Radka Zrubáková)‏ مواليد 26 ديسمبر 1970 في براتيسلافا، هي لاعبة كرة مضرب سلوفاكية سابقة بدأت مسيرتها كمحترفة سنة 1986 وكانت تلعب باليد اليمنى، اعتزلت اللعب في 1999. كما أنها إحدى بطلات الجراند سلام. أعلى تصنيف لها في الفردي كان 22. أعلى تصنيف لها في الزوجي كان 38. سبق أن شاركت في دورة الألعاب الأولمبية الصيفية.

## بطولات حققتها
- بطولة أمريكا المفتوحة للتنس

## النهائيات

### الفردي: 4 (3–1)
| الحصيلة | الرقم | التاريخ       | الدورة                   | الأرضية | المنافس        | النتيجة            |
| ------- | ----- | ------------- | ------------------------ | ------- | -------------- | ------------------ |
| الفوز   | 1.    | 17 يوليو 1989 | بروكسل، بلجيكا           | ترابية  | مرسيدس باز     | 7–6(8–6), 6–4      |
| الفوز   | 2.    | 20 مايو 1991  | ستراسبورغ الدولية، فرنسا | ترابية  | راشيل ماكيلان  | 7–6(7–3), 7–6(7–3) |
| الفوز   | 3.    | 3 فبراير 1992 | براغ المفتوحة، التشيك    | ترابية  | كاثرين سيسكوفا | 6–3, 7–5           |
| الوصافة | 1.    | 18 مايو 1992  | لوسيرن، سويسرا           | ترابية  | إيمي فرايزر    | 6–4, 4–6, 7–5      |

### الزوجي: 6 (2–4)
| الحصيلة | الرقم | التاريخ        | الدورة                   | الأرضية | الشريك            | المنافس                            | النتيجة            |
| ------- | ----- | -------------- | ------------------------ | ------- | ----------------- | ---------------------------------- | ------------------ |
| الفوز   | 1.    | 10 سبتمبر 1990 | كيتزبوهيل، النمسا        | ترابية  | بترا لانجروفا     | ساندرا سيتشيني باتريشيا تارابيني   | 6–0, 6–4           |
| الوصافة | 1.    | 11 فبراير 1991 | لينز، النمسا             | سجاد    | بترا لانجروفا     | مانويلا ماليفا رافييلا ريجي        | 6–4, 1–6, 6–3      |
| الفوز   | 2.    | 16 سبتمبر 1991 | باريس، فرنسا             | صلبة    | بترا لانجروفا     | أالكسيا ديتشوم جولي هالارد ديكوجيس | 6–4, 6–4           |
| الوصافة | 2.    | 27 أبريل 1992  | تارانتو، إيطاليا         | ترابية  | راشيل ماكيلان     | اماندا كوتزر إينيس جوروتشاتيجوي    | 4–6, 6–3, 7–6(7–0) |
| الوصافة | 3.    | 19 أكتوبر 1992 | برايتون، المملكة المتحدة | سجاد    | كونتشيتا مارتينث  | لاريسا نيلاند يانا نوفوتنا         | 6–4, 6–1           |
| الوصافة | 4.    | 22 مارس 1993   | هيوستن، الولايات المتحدة | ترابية  | يوجينيا مانيوكوفا | كاترينا ادامز مانون بوليجراف       | 6–3, 5–7, 7–6(9–7) |

## روابط خارجية
- رادكا زروباكوفا على موقع رابطة محترفات التنس (الإنجليزية)
- رادكا زروباكوفا على موقع الاتحاد الدولي لكرة المضرب (الإنجليزية)
- رادكا زروباكوفا على موقع كأس بيلي جين كينغ (الإنجليزية)
- رادكا زروباكوفا على موقع خلاصة التنس.كوم (الإنجليزية)
- رادكا زروباكوفا على موقع اللجنة الأولمبية الدولية (الإنجليزية)
- رادكا زروباكوفا على موقع أوليمبيديا (الإنجليزية)
- رادكا زروباكوفا على موقع اللجنة الأولمبية التشيكية (التشيكية)
- رادكا زروباكوفا على موقع اللجنة الأولمبية السلوفاكية (السلوفاكية)